# Operacja Rossa

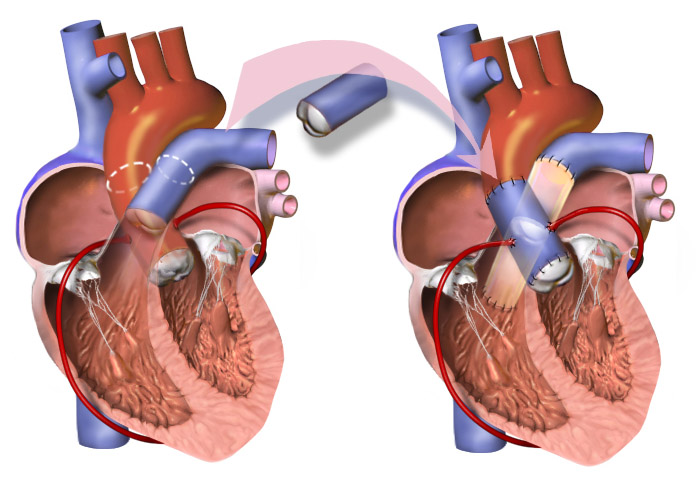
Operacja Rossa

Operacja Rossa (ang. Ross procedure) – operacja na sercu znana również jako autoprzeszczep płucny, jest operacją kardiochirurgiczną, w której zniszczona zastawka aortalna zostaje zastąpiona własną, zdrową zastawką płucną pacjenta (autograft). W jego miejsce żeby zrekonstruować drogę odpływu z prawej komory serca wszczepia się biologiczną zastawkę pobraną ze zwłok (homograft), lub odzwierzęcą (ksenograft). Operacja jest wykonywana z dobrym skutkiem u dzieci. Zaletą jest to, że nie ma potrzeby stosowania antykoagulantów (antykoagulacji), jak w przypadku implantacji sztucznej zastawki, ponieważ nie jest wszczepiany żaden obcy materiał i są lepsze właściwości hemodynamiczne. Zastawka rośnie wraz z dzieckiem i jest mniej narażania na infekcję (zapalenie wsierdzia). Jako wadę często podaje się, że choroba zastawki serca wymaga operacji na dwóch zastawkach.
Najczęstszym powodem wykonywania zabiegu Rossa u dzieci i młodocianych pacjentów jest wrodzona wada zastawki aortalnej pod postacią dwupłatkowej zastawki aortalnej.

## Historia
Operację poprzedziły wcześniejsze prace doświadczalne w latach 60. XX w. na zwierzętach, podczas których między innymi opracowano technikę pobierania zastawki płucnej do przeszczepu i stwierdzono prawidłowe przepływy przez zastawkę płucną wszczepioną w pozycję zastawki aortalnej.
W 1967 Donald Ross, od którego pochodzi nazwa procedury, wykonał po raz pierwszy operację wymiany zastawki aortalnej na autologiczną zastawkę płucną w położeniu aortalnym.
Swoją pierwszą operację Ross przeprowadził metodą bez replantacji ujść tętnic wieńcowych. Obecnie po modyfikacjach większość ośrodków preferuje wymianę zastawki na zastawkę płucną wraz ze ścianą opuszki co wymaga reimplantacji ujść tętnic wieńcowych.
Operacja Rossa jest obecnie standardowym postępowaniem w wadach zastawki aortalnej wymagającej jej wymiany u pediatrycznych pacjentów.

## Wskazania
Najczęstszymi wskazaniami są:
- wada zastawki aortalnej u dzieci z wrodzonym zwężeniem aorty (najczęstsze wskazanie)
- kobiety w wieku rozrodczym z dwupłatkową zastawką aortalną i małym pierścieniem aortalnym, pragnące w przyszłości mieć dzieci
- endokarditis naturalnej lub sztucznej zastawki aortalnej ze znacznym zniszczeniem zastawki
- ciężkie formy uszkodzenia zastawki aortalnej nienadające się do naprawy[6]

## Przeciwwskazania
Operacji metodą Rossa nie wykonuje się w przypadku zespołu Marfana, nieprawidłowej zastawki płucnej lub problemów immunologicznych, takich jak toczeń, oraz znacznej dysfunkcji zastawki mitralnej.

## Technika operacyjna
Z powodu, że około 90% operacji Rossa przeprowadzana jest metodą wymiany całej opuszki z reimplantacją ujść wieńcowych opisujemy ten wariant. Operacja przeprowadzana jest w znieczuleniu ogólnym przez sternotomię pośrodkową. Po otworzeniu worka osierdziowego, podłączeniu krążenia pozaustrojowego i podaniu kardiopleginy otwiera się aortę z poprzecznego cięcia powyżej ujścia prawej tętnicy wieńcowej. Jeżeli naprawa zastawki aortalnej nie jest możliwa opuszka aorty zostaje odpreparowana od pnia tętnicy płucnej i następuje wycięcie zastawki aortalnej z wycięciem ujść tętnic wieńcowych z pozostawieniem kołnierza tkanki opuszki aorty. Następnie po przecięciu tętnicy płucnej proksymalnie od jej rozwidlenia, po kontroli zastawki płucnej następuje wypreparowanie opuszki tętnicy płucnej jest ona oddzielana od drogi odpływu prawej komory serca. Następnie autoprzeszczep płucny jest zespalany z drogą odpływu z lewej komory serca, po czym następuje reimplantacja prawej i lewej tętnicy wieńcowej do autoprzeszczepu, a następnie proksymalne zespolenie autoprzeszczepu płucnego z zapewnieniem hemostazy. Celem rekonstrukcji ciągłości drogi odpływu z prawej komory wszczepiany jest homograftu płucny, lub przeszczep odzwierzęcej żyły z zastawką (biologiczna proteza zastawkowa Contegra, Medtronic, Inc., Minneapolis, MN, USA). Po odłączeniu krążenia pozauwtrojowego wykonuje się przezprzełykowy echokardiogram serca w celu oceny funkcji autoprzeszczepu płucnego i homogennegb/ksenogennego przeszczepu w drodze odpływu prawej komory.

## Powikłania
Potencjalne powikłania operacji Rossa obejmują:
- niedomykalność zastawki aortalnej
- zwężenie drogi odpływu prawej komory serca
- powikłania naczyniowo-mózgowe
- zawał/niedokrwienie mięśnia serca
- krwotok
- infekcja
- zgon

Powikłania związane z operacją występują u 3-5% chorych, przy wczesnej śmiertelności 1-3%. W doświadczonych ośrodkach śmiertelność jest znikoma. Odnotowano długoterminowe przeżycie na poziomie 80-90% po dziesięciu latach i 70-80% po 20 latach. Nie stwierdzono różnicy w częstości późnych reinterwencji w przypadku klasycznej wymiany zastawki aortalnej i metodą Rossa.